# Helsinki Seagulls
Gli Helsinki Seagulls sono una società cestistica avente sede a Helsinki, in Finlandia

## Storia
Vennero fondati nel 2013, dopo il ritiro, per problemi finanziari del Torpan Pojat Helsinki, da cui acquisirono la licenza di partecipazione al campionato finlandese, e una parte dei giocatori.

## Roster 2022-2023
Aggiornato al 4 gennaio 2023.
|    | Naz.                   | Ruolo | Sportivo             | Anno | Alt. | Peso | Note |
| -- | ---------------------- | ----- | -------------------- | ---- | ---- | ---- | ---- |
| 0  | Finlandia (bandiera)   | C     | Henri Mennander      | 2003 | 204  | 90   |      |
| 1  | Stati Uniti (bandiera) | C     | Zena Edosomwan       | 1994 | 206  | 98   |      |
| 4  | Stati Uniti (bandiera) | AG    | René Rougeau         | 1986 | 198  | 97   |      |
| 5  | Finlandia (bandiera)   | AG    | Elias Leskinen       | 2002 | 199  | 90   |      |
| 7  | Finlandia (bandiera)   | G     | Leevi-Matias Taimela | 2003 | 193  | 82   |      |
| 8  | Finlandia (bandiera)   | AG    | Timo Heinonen        | 1981 | 198  | 100  |      |
| 9  | Finlandia (bandiera)   | G     | Antti Kanervo        | 1989 | 192  | 86   |      |
| 10 | Finlandia (bandiera)   | AP    | Sakari Laakso        | 1997 | 194  | 97   |      |
| 11 | Finlandia (bandiera)   | AP    | Thomas Rönnholm      | 2003 | 197  | 90   |      |
| 13 | Finlandia (bandiera)   | PG    | Lassi Nikkarinen     | 1997 | 187  | 81   |      |
| 14 | Finlandia (bandiera)   | AP    | Okko Järvi           | 1996 | 193  | 93   |      |
| 15 | Finlandia (bandiera)   | PG    | Markus Rautausalo    | 1997 | 180  | 72   |      |
| 30 | Stati Uniti (bandiera) | AP    | Jeffrey Carroll      | 1994 | 198  | 98   |      |
| 33 | Stati Uniti (bandiera) | PG    | Trey Hall            | 1995 | 193  | 82   |      |

### Staff tecnico
| Allenatore: | Jussi Laakso |
| Assistente: | Vesa Vertio  |

## Palmarès
- Campionato finlandese: 1

2022-2023
- Coppa di Finlandia: 4

2020, 2021, 2022, 2024